# Ozierco (obwód miński)
Ozierco, Ozierce (biał. Азярцо, ros. Озерцо) – agromiasteczko na Białorusi, w obwodzie mińskim, w rejonie mińskim, w sielsowiecie Szczomyślica.
W czasach Rzeczypospolitej ziemie te leżały w województwie mińskim. Odpadły od Polski w wyniku II rozbioru. W granicach Rosji wieś należała do ujezdu mińskiego w guberni mińskiej. Ponownie pod polską administracją w latach 1919–1920 w okręgu mińskim Zarządu Cywilnego Ziem Wschodnich.
Znajduje się tu Państwowe Muzeum Architektury Ludowej i Życia Wiejskiego w Oziercu.